# Cojasca
Cojasca es un comuna de Rumanía situada en el distrito de Dâmboviţa, en la región de Muntenia. La comuna tiene un área de 22.59 km² y su población en era de 8276 habitantes en 2011. Está compuesta por tres puesblos: Cojasca, Fântânele e Iazu.

## Política y administración
La comuna de Cojasca es administrada por un alcalde y un consejo local compuesto por 15 concejales. El alcalde, Victor Gheorghe, del Partido Socialdemócrata, ocupa el cargo desde 2008.